# Cathedra Petri

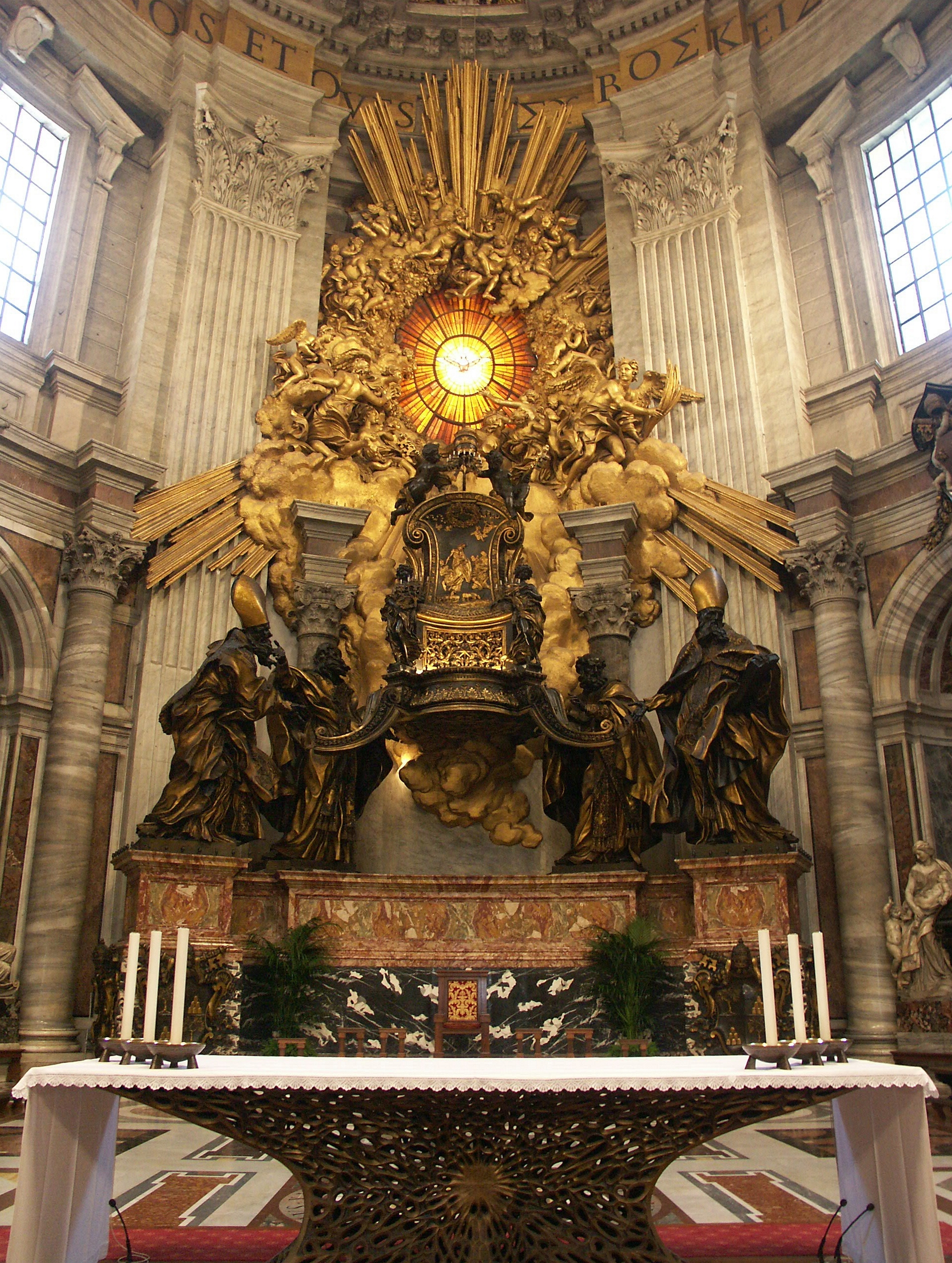

Cathedra Petri (łac. Tron Piotrowy) – ołtarz główny w bazylice watykańskiej.
Zbudowany przez Giovanniego Lorenzo Berniniego. Składają się na niego relikwiarz krzesła pierwszego papieża, wsparty na figurach ojców Kościoła oraz witraż z Duchem Świętym, otoczony kłębowiskiem aniołów. Nowatorski ze względu na dynamizm, wykorzystanie różnych technik i grę światłem, wywarł duży wpływ na rozwój sztuki.